# Дуб Богатир Тавриди
Дуб Богатир Тавриди - ботанічний пам'ятник природи у Сімферополі, Автономна Республіка Крим. Росте у Дитячому парку.
Обхват стовбура 6,22 м, висота 30 м, вік близько 500 років.
Дерево отримало статус ботанічної пам'ятки природи в 1972 році.
Є охоронний знак і огорожа. Дерево у гарному стані.

## Галерея

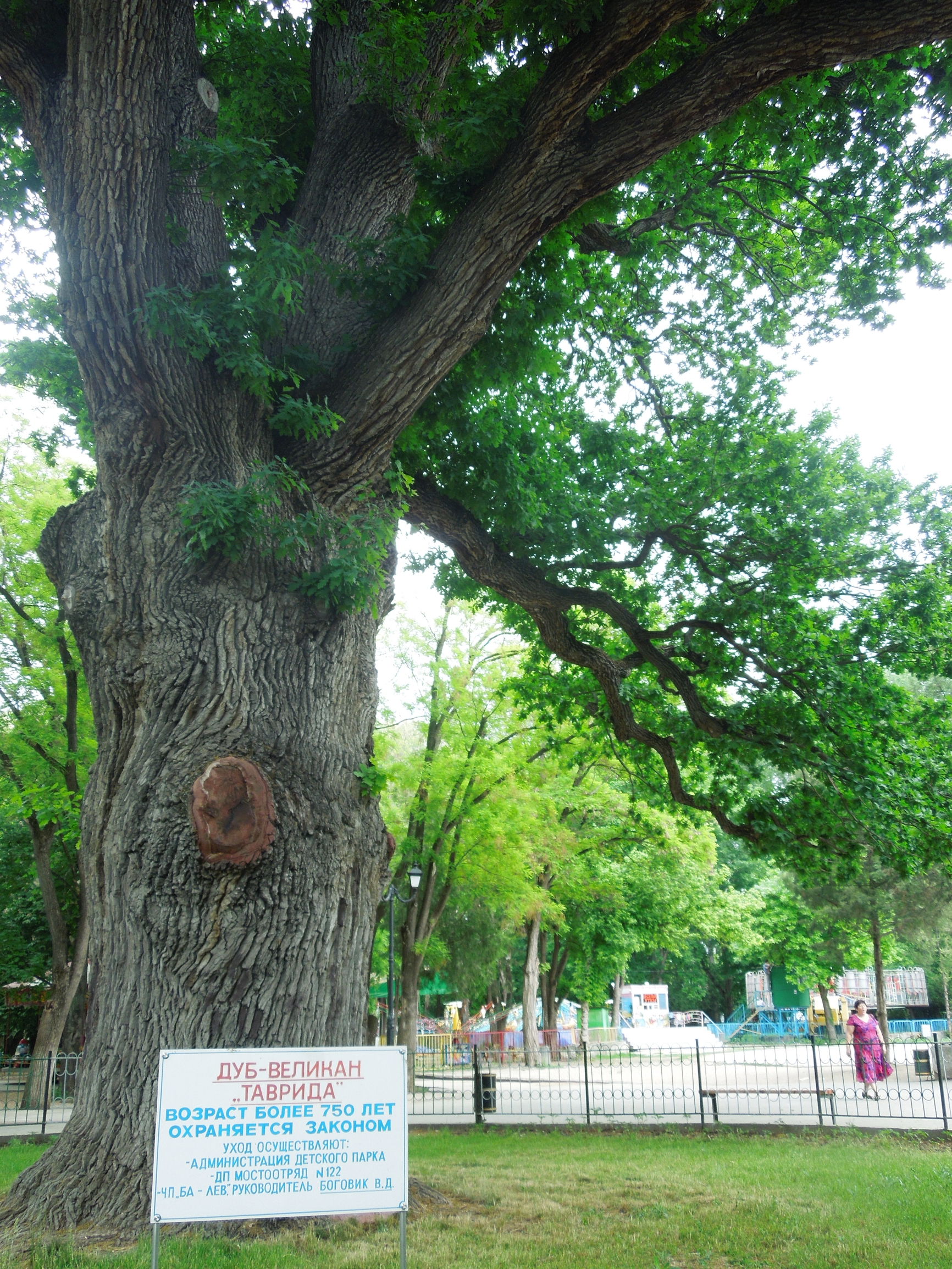
Дуб-Богатир Тавриди у Дитячому парку. Травень 2013 р.
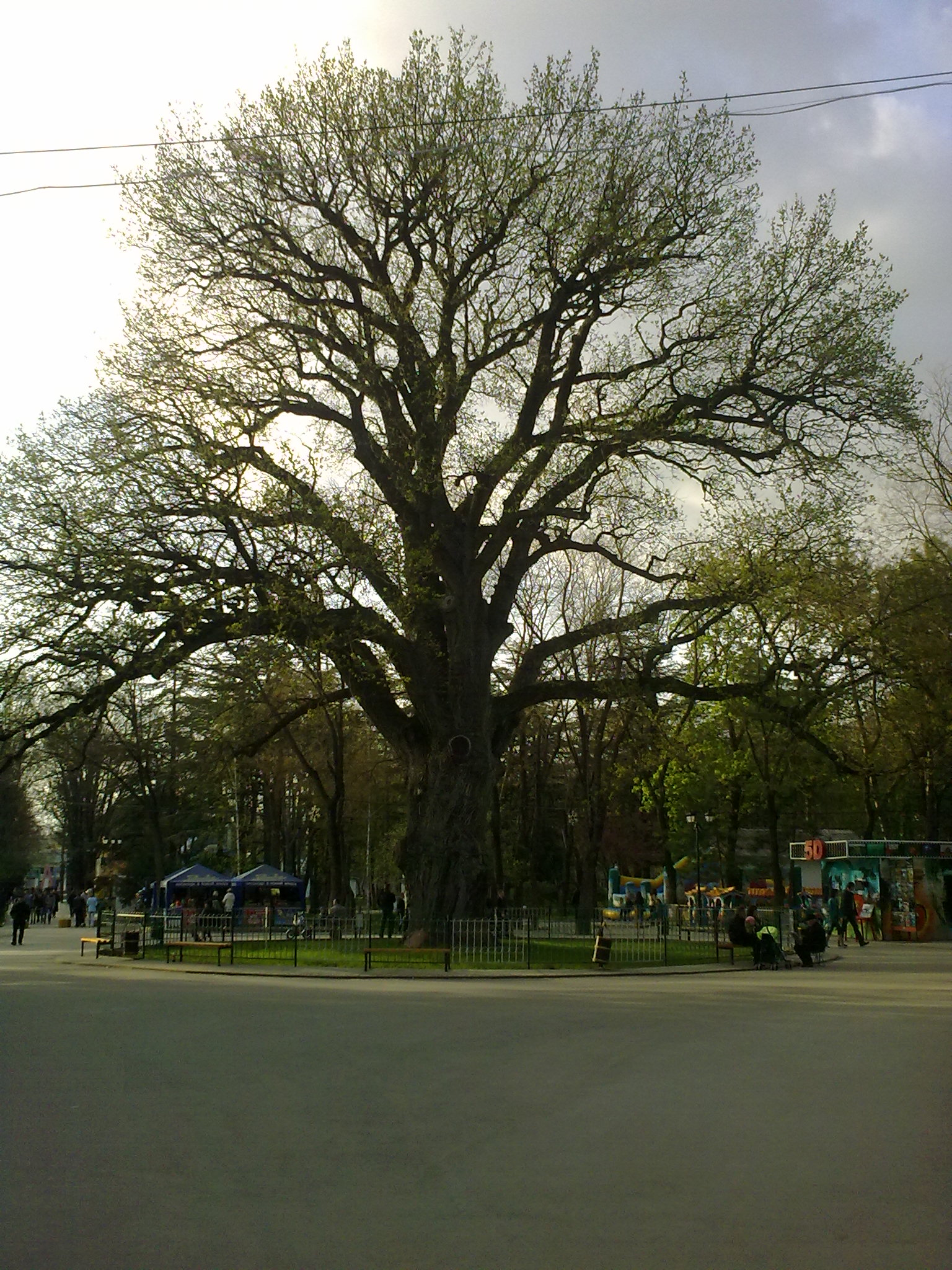
Дуб-богатир Тавриди у квітні 2013 р.
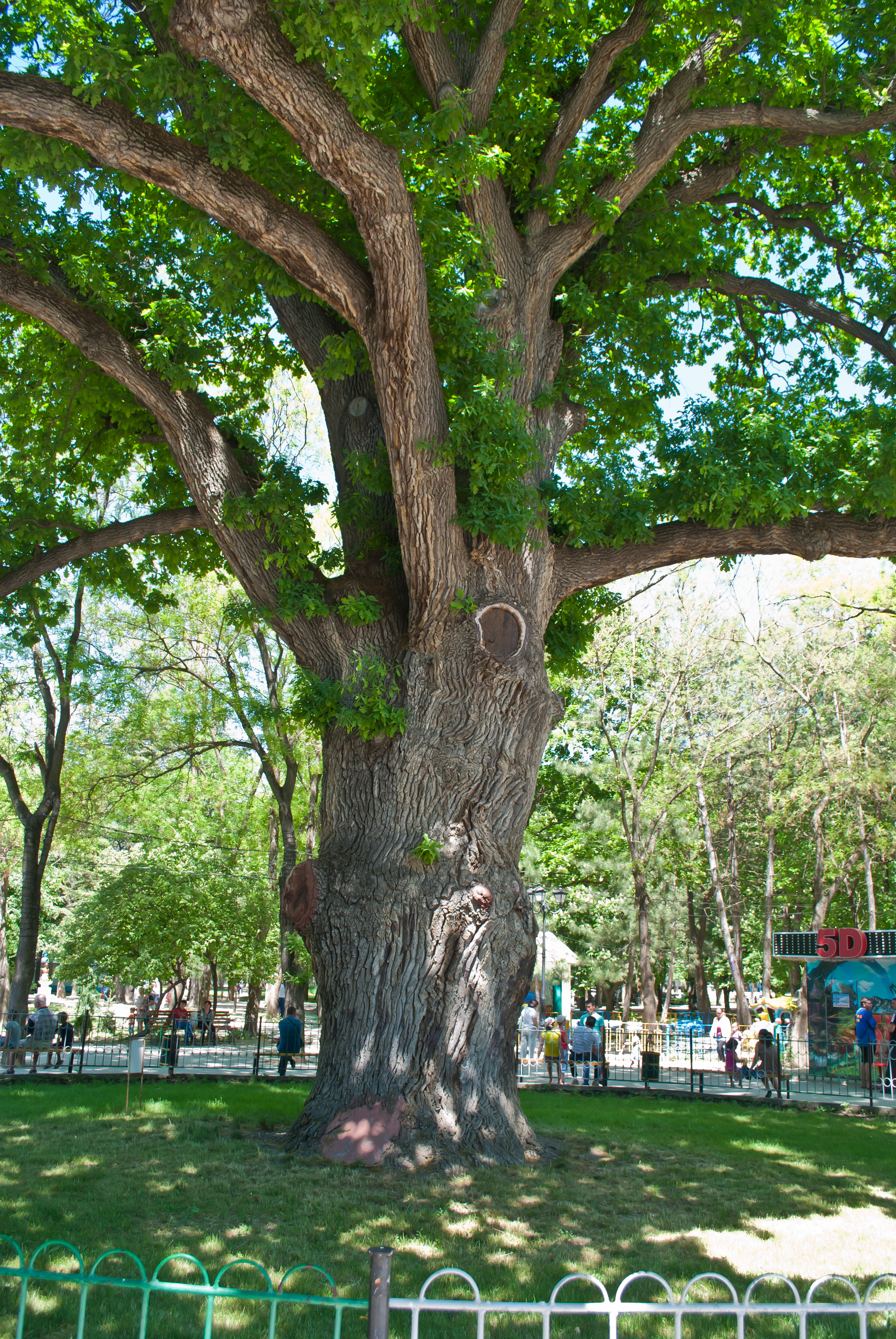
Стовбур дуба

## Виноски
1. 1 2   Шнайдер С. Л., Борейко В. Е., Стеценко Н. Ф. 500 выдающихся деревьев Украины. — К.: КЭКЦ, 2011. — 203 с.

## Ресурси Інтернету
- Фотогалерея самых старых и выдающихся деревьев Украины  [Архівовано 8 квітня 2014 у Wayback Machine.]